# 王元琨
王元琨（？—？），山东诸城人，清朝政治人物。副榜出身。
乾隆二十一年，擔任廣東廣州府永安縣知縣（現紫金縣知縣）。后由胡君福接任。